# Turmhügel Haardorf
Der Turmhügel Haardorf ist eine abgegangene hochmittelalterliche Turmhügelburg (Motte) an der Stelle der Wallfahrtskirche zum Kreuzberg im oberen Ortsbereich von Haardorf, einem heutigen Stadtteil von Osterhofen im Landkreis Deggendorf in Bayern. 
Die Anlage wird als Bodendenkmal unter der Aktennummer D-2-7244-0036 im Bayernatlas als „untertägige mittelalterliche und frühneuzeitliche Befunde im Bereich der hochmittelalterlichen Turmhügelburg und der Kath. Wallfahrtskirche Kreuzauffindung in Haardorf“ geführt.

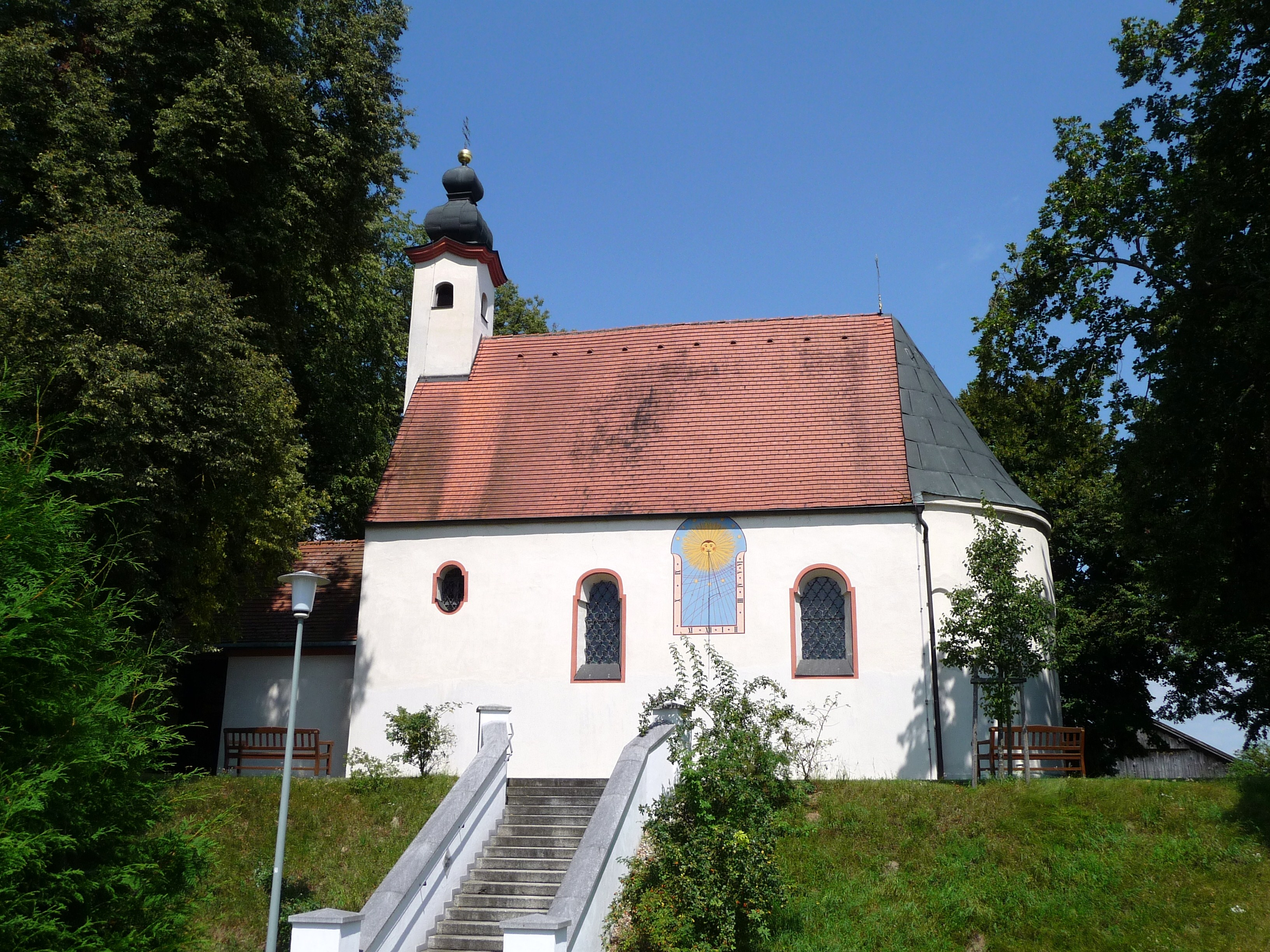
Wallfahrtskirche zum Kreuzberg

Von der ehemaligen Mottenanlage ist noch der Turmhügel und ein Grabenstück erhalten.